# Регија Добој
Регија Добој је једна од нодално-функционалних регија Републике Српске. Постоји више различитих регионалних подјела Републике Српске, а у готово свакој од њих Добој представља центар једне од регија.

## Територија
Према Просторном плану ова регија је дефинисана као мезорегија и обухвата сљедеће општине:
- Добој,
- Теслић,
- Станари,
- Дервента,
- Петрово,
- Брод,
- Модрича,
- Вукосавље и
- Шамац.

Тај простор, заједно са општинама:
- Доњи Жабар и
- Пелагићево

је и у надлежности Центра јавне безбједности Добој, те Окружног Суда у Добоју и рада ЈУ Музеја у Добоју.
У уџбеницима географије издвојена је биполарна Добојско-бијељинска регија. Њу, поред свих наведених општина чине и:
- општина Бијељина,
- општина Угљевик,
- општина Лопаре и
- дистрикт Брчко.

- Мезорегија Добој према Просторном плану Републике Српске
- Општине које су у надлежности Окружног суда и ЦЈБ Добој
- Добојско-бијељинска регија према уџбеницима Географије